# آرامگاه سید تاج‌الدین منصور
آرامگاه سید تاج‌الدین منصور مربوط به دوره صفویه است که در شهر بستک، استان هرمزگان قرار دارد. این اثر در تاریخ ۱۷ خرداد ۱۳۸۵ با شمارهٔ ثبت ۱۵۳۹۲ به‌عنوان یکی از آثار ملی ایران به ثبت رسیده‌است.